# Российский Союз ветеранов Афганистана
Росси́йский Сою́з ветера́нов Афганиста́на — общероссийская общественная организация ветеранов войны в Афганистане. Образована в 1990 году. Член Всемирной организации ветеранов World Veterans Federation (WVF).
Лидером является депутат Государственной Думы РФ по списку партии Единая Россия — Франц Адамович Клинцевич.
Председателем Центрального Правления является Александр Николаевич Разумов.
Численность около 500 тыс. человек. Имеет 76 региональных отделений в России.
Занимается военно-патриотическим воспитанием молодёжи, созданием военно-патриотических и спортивных клубов, клубов юных десантников. Клубы созданы в Кемеровской области, в Алтайском крае, Московской, Ульяновской, Ленинградской, Свердловской, Пензенской областях.
Свердловским областным отделением была выдвинута идея строительства памятника «Чёрный тюльпан» в Екатеринбурге.
В 2011 году союз вошёл в состав ОНФ.
Начало движения
Ветеранское движение в СССР берет начало с 1984 года в городе Ухте (Коми АССР). Ухтинская организация ветеранов войны в Афганистане, созданная в ноябре 1984 года в Ухтинском индустриальном институте, стала первой не только в Республике Коми (тогда Коми АССР), но и вообще в Советском Союзе.
Критика
Судья ВС РТ Эдуард Абдуллин вспоминал о фактической поддержке представителями афганского движения некоторых преступных авторитетов, в частности, Игоря Куска, :

Он прошел Афганистан и в Нижнекамске был председателем союза ветеранов войны в Афганистане. И совмещал эту общественную деятельность с преступной. На процесс в суд пришло очень много воинов-«афганцев» — зал был заполнен. Все эти зрители были, конечно, на стороне обвиняемого. Поменяли ли они свое мнение после приговора — не знаю.— Судья ВС РТ Эдуард Абдуллинов о Игоре Куске, «Реальное время», 2018.

## Наградная деятельность

### Орден «За заслуги»
Согласно статуту ордена «За заслуги», принятому на заседании Правления РСВА 19 июня 2004 года, орденом награждаются граждане за особо выдающиеся заслуги перед ветеранским движением, связанные с развитием и укреплением Общероссийской общественной организации «Российский Союз ветеранов Афганистана», достижения в работе и управлении организацией, за высокие достижения в государственной, производственной, социально-культурной, общественной деятельности, за заслуги в воспитании подрастающего поколения и большой вклад в укрепление дружбы и сотрудничества наций и народностей.
Награждение орденом «За заслуги» производится по решению Правления Российского Союза ветеранов Афганистана. Знак ордена «За заслуги» носится на колодке на левой стороне груди и располагается после орденов Российской Федерации и СССР.
Дизайн ордена следующий: Знак ордена «За заслуги» выполнен из сплава серого цвета с эмалью и представляет собой пятиконечную звезду, покрытую эмалью красного цвета, выполненную на десятиконечной подложке в виде расходящихся от центра лучей, по центру каждого луча полоски, выполненные красной эмалью, ширина красной полоски — 1 мм. Края десятиконечной подложки зубчатые, лучи выполнены рельефно по исходящей от центра между лучами. На центральном медальоне по кругу расположен бортик и сверху рельефная надпись «Российский Союз ветеранов Афганистана». В центре медальона расположен горизонтально вправо логотип Российского Союза ветеранов Афганистана — патрон, над ним, по центру светлый полукруг с расходящимися от него белыми лучами на зелёном фоне. Ниже логотипа полукругом вниз расположена накладная лента, на которой красной эмалью выполнена надпись «За заслуги». На оборотной стороне при помощи ушка и кольца соединяется с пятиугольной колодкой, обтянутой шелковой муаровой лентой темно — серого цвета с продольной красной полоской с обеих сторон ленты.
Статут ордена и медали «За заслуги» был опубликован печатными изданиями ветеранских организаций.

### Медаль «За заслуги»

Удостоверение к медали «За заслуги»

Согласно статуту медали «За заслуги», принятому на заседании Правления РСВА 19 июня 2004 года, медалью награждаются граждане Российской Федерации, иностранных государств, лица без гражданства, постоянно проживающие на территории Российской Федерации, в том числе лица, состоящие на государственной службе и действительной службе в рядах ВС РФ, органах Федеральной службы безопасности и Министерстве внутренних дел.
Награждение производиться по решению Правления Российского Союза ветеранов Афганистана за осуществление конкретных и полезных для ветеранского движения дел, направленных на реализацию положений Устава Российского Союза ветеранов Афганистана в различных областях трудовой деятельности, активную помощь РСВА, высокое профессиональное мастерство, за успехи в социально-культурной и общественной деятельности, воспитании подрастающего поколения.
Медаль выполнена из металла серебристого цвета, имеет форму круга диаметром 32 мм, с выпуклым бортиком с обеих сторон.
На лицевой стороне медали сверху размещена горизонтальная надпись рельефными буквами «За заслуги», ниже надписи размещено рельефное изображение (вправо) логотипа Российского Союза ветеранов Афганистана.
На оборотной стороне медали размещена горизонтальная надпись рельефными буквами в четыре строки: «Российский Союз ветеранов Афганистана». Медаль при помощи ушка и кольца соединяется с пятиугольной колодкой, обтянутой шелковой муаровой лентой серого цвета с красными полосками вдоль краев. Ширина ленты 24 мм, ширина полосок — 1 мм.
Медаль носится на левой стороне груди и располагается после государственных наград Российской Федерации и СССР.
Статут ордена и медали «За заслуги» был опубликован печатными изданиями ветеранских организаций.